# Xanthoria ulophyllodes
Espèce

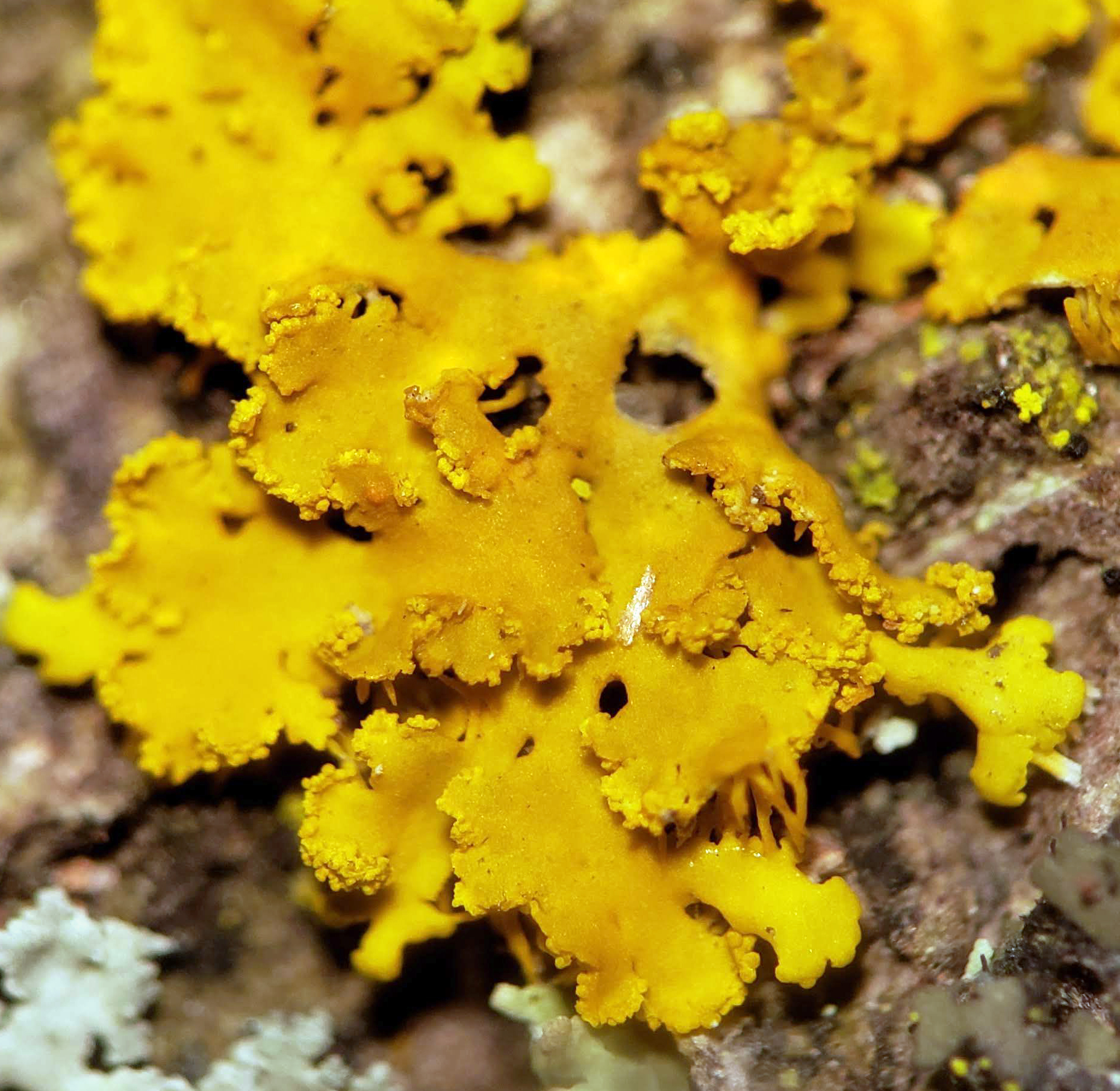
Plan rapproché.

Xanthoria ulophyllodes est une espèce de lichens saxicoles de la famille des Teloschistaceae</references>. Il a été officiellement décrit comme nouvelle espèce en 1931 par le lichénologue finlandais Veli Räsänen (d). En Amérique du Nord, l'un des noms vernaculaires de cette espèce est powdery sunburst lichen.

## Liste des variétés
Selon GBIF (5 janvier 2024) :
- Xanthoria ulophyllodes var. subsorediosa (Räsänen) Poelt & Petutsching
- Xanthoria ulophyllodes var. ulophyllodes

## Systématique
Le nom correct complet (avec auteur) de ce taxon est Xanthoria ulophyllodes Räsänen.
Xanthoria ulophyllodes a pour synonymes :
- Oxneria coppinsii S.Y.Kondr. & Kärnefelt
- Oxneria ulophyllodes (Räsänen) S.Y.Kondr. & Kärnefelt
- Xanthomendoza ulophyllodes (Räsänen) Søchting, Kärnefelt & S.Y.Kondr.